# Antonio Cocconcelli

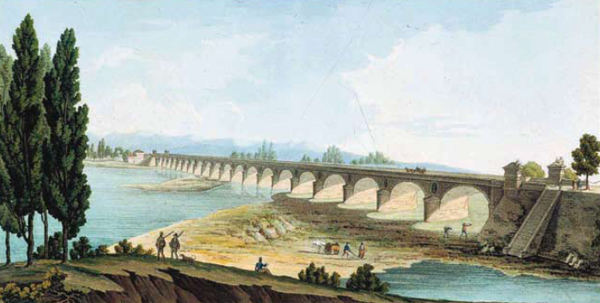
Le pont sur le Taro

Antonio Cocconcelli (né le 3 octobre 1761 à Parme, dans le duché de Parme et mort le 26 mars 1846 dans la même ville) est un ingénieur et un enseignant italien.

## Biographie
Parmi ses premières œuvres, Antonio Cocconcelli réalise la construction de certaines sections de la route entre Ajaccio et Bastia ce qui lui vaut les éloges de Napoléon Bonaparte
De retour en Italie, en 1814, il est nommé ingénieur en chef de l'Office des eaux et des routes du duché de Parme et Plaisance. En 1815, il présente le projet de pont sur le Taro de la Via Emilia, souhaité par la duchesse Marie-Louise d'Autriche alors duchesse de Parme. Les travaux débutent en mars 1816 et prennent fin en 1821, après plusieurs interruptions en raison d'inondations exceptionnelles qui conduisent à modifier le projet initial avec l'ajout de trois arches afin d'améliorer l'évacuation des eaux en cas de grandes inondations.
Cocconcelli a ensuite en charge la conception d'un pont sur la Trebbia, dont la duchesse Marie-Louise pose la première pierre le 5 décembre 1821. En 1821, il publie une grande carte topographique des États de Parme, dont il existe des copies aux Archives d'État de Parme et à la biblioteca Palatina. En 1825, il publie un essai  sur les eaux déferlantes. En 1829, il conçoit les nouvelles portes de Santa Croce et San Barnaba à Parme, inauguré le 1er décembre 1830. Il réalise le pont de l'Arda, dont les travaux débutent en février 1834 pour se terminer en 1837. Le pont sur la Nure, conçu en collaboration avec F. Belleni, est achevé en 1838.
Cocconcelli est professeur de génie civil sur l'université de Parme. Il reçoit plusieurs distinctions, dont celui de chevalier de l'ordre constantinien de Saint-Georges et chevalier de l'ordre des Saints-Maurice-et-Lazare. Il est conseiller honoraire de l'État, chef des ingénieurs et directeur du Bureau des routes  et eaux du duché de Parme.
Une rue de Parme lui est dédiée.

## Publications
Il publie plusieurs ouvrages, dont :
- Istituzioni di idraulica teorico-pratica (Institutions d’hydraulique théorique et pratique), trois volumes, Parme, 1832-1839,
- Dissertazione sull’arte di osservare (Dissertation sur l'art d'observer), Modène, 1844.

## Sources
- (it) Cet article est partiellement ou en totalité issu de l’article de Wikipédia en italien intitulé « Antonio Cocconcelli » (voir la liste des auteurs).